# Мольбек, Кристиан
Кристиан Мольбек (8 октября 1783 — 23 июня 1857) — датский историк, филолог, географ, театральный деятель, литературовед и писатель

, профессор Копенгагенского университета. Автор исторических, историко-литературных и филологических трудов; кроме того, он написал ряд критических статей, описаний путешествий, поэм и прочего.

## Биография
Кристиан Мольбек родился в Сорё, учился в академии Сорё, окончив её в 1802 году, но профессионального исторического образования не получил. С 1804 года работал в Королевской библиотеке Дании. 

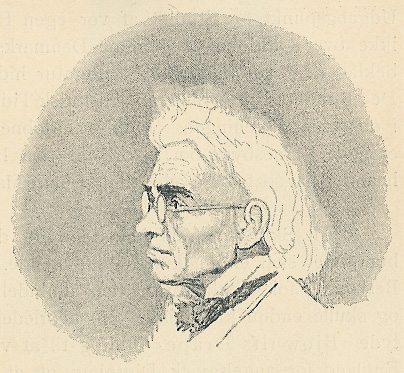
Кристиан Мольбек

В 1829 году стал профессором литературы и истории искусств в Копенгагенском университете, а в 1830—1842 годах был также директором Датского Королевского театра. В 1839 году участвовал в создании Датского исторического общества, также был одним из основателей Historisk Tidsskrift — одного из старейших научных периодических изданий по истории, сохранившегося до наших дней.
В 1813 году он издал историю Дитмарских войн, в 1821 году — историю короля Эрика Плужного Гроша, в 1837—1840 годах — рассказы по средневековой истории Дании, в 1840—1841 годах — опыт философии истории. По датской литературе известны труды Мольбека об Эленшлегере, Эвальде и других, а также его лекция по датской поэзии.
Наибольшее значение имеют филологические исследования Мольбека: его книга о датских диалектах (1811), «Словарь датского языка» (1833), «Лексикон датских диалектов» (1833—1841), «Датский глоссарий» (1853—1857), «Сборник поговорок» (1850) и другие. В 1853—1856 годах вышло собрание небольших статей и исследований Мольбека. Примыкая к лагерю консерваторов, Мольбек полемизировал с либеральной партией и со сторонниками идеи скандинавской унии, что не мешало ему трудиться над культурным сближением трёх скандинавских народов. В этом отношении очень любопытны его письма из Швеции (1812) и его этюды по шведской литературе. В 1883 году вышла переписка Мольбека с его современниками, представляющая много любопытного для характеристики его эпохи. Как литературный критик получил известность после своих разгромных рецензий касательно творчества Ханса Кристиана Андерсена и Бернхарда Северина Ингемана.
Его сын стал известным в Дании переводчиком. Кристиан Мольбек был похоронен на кладбище в родном городе Сорё.